# Фридрих Август I (Саксония)
Фридрих Август I Справедливи (на немски: Friedrich August I Joseph Maria Anton Johann Nepomuk Aloys Xaver „der Gerechte“; * 23 декември 1750, Дрезден, † 5 май 1827, Дрезден) от линията Албертини на род Ветини, е от 1763 г. като Фридрих Август III курфюрст и от 1806 г. до смъртта си първият крал на Саксония. През 1791 г. той е избран за крал на Полша, но управлява само от 1807 до 1815 г. като херцог на Варшава.

## Биография
Той е най-възрастният син на Фридрих Кристиан (1722 – 1763), курфюрст на Саксония, и съпругата му Мария Антония Баварска (1724 – 1780) от род Вителсбахи, дъщеря на император Карл VII и съпругата му Мария-Амалия Хабсбург-Австрийска. След смъртта на баща му през 1763 г. малолетният Фридрих Август е под регентството на майка му и чичо му принц Франц Ксавер като администратор до 1768 г.
През 1765 г. принцрегент Франц Ксавер обявява за малолетния херцог и курфюрст отказа му от полската кралска корона в полза на Станислав II Август Понятовски.
През 1806 г. Наполеон Бонапарт издига Курфюрство Саксония на кралство. На 20 декември 1806 г. управляващият курфюрст Фридрих Август става крал на Саксония.
Фридрих Август I е последван през 1827 г. като крал на Саксония от по-малкия му брат Антон (1755 – 1836).

## Фамилия
Фридрих Август I се жени през 1769 г. за пфалцграфиня Мария Амалия Августа (* 10 май 1752, † 15 ноември 1828), дъщеря на пфалцграф Фридрих Михаел фон Пфалц-Цвайбрюкен и Мария Франциска фон Зулцбах. Тя е сестра на баварския крал Максимилиан I Йозеф. Бракът е хармоничен. Амалия ражда четири деца, от които три мъртвородени, само дъщерята Августа пораства:
- дете (*/† 1771)
- дете (*/† 1775)
- Мария Августа Саксонска (* 21 юни 1782, Дрезден; † 14 март 1863, Дрезден), неомъжена
- дете (*/† 1797)

- Курфюрст Фридрих Август III Саксонски, 1795
- Мария Амалия Августа, ~1780
- Мария Августа Саксонска